# Flakpanzer IV Wirbelwind
Il Flakpanzer IV Wirbelwind ("turbine") fu un semovente antiaereo adoperato dall'esercito tedesco nelle fasi finali della seconda guerra mondiale, il cui compito consisteva nel difendere le colonne motorizzate dall'imperante aeronautica Alleata.

## Storia
A partire dalla fine del 1942 il pericolo posto dalle forze aeree anglo-statunitensi alle formazioni di terra tedesche divenne preoccupante e continuò a peggiorare man mano che la guerra proseguiva: era chiaro che i cannoni trainati, che necessitavano di una messa in batteria troppo lunga, non potevano difendere efficacemente le colonne in movimento, e l'impiego di mitragliatrici leggere montate sulle torrette dei carri armati o su veicoli di altro genere non era più sufficiente a respingere attacchi aerei a bassa quota.

### Sviluppo
Nel dicembre 1943 iniziò così la progettazione di veri e propri semoventi antiaerei, ma le difficoltà tecniche incontrate provocarono un rallentamento dei lavori; le pressanti richieste di simili mezzi però indussero alla costruzione del Flakpanzer 38(t), soluzione provvisoria e d'emergenza dalle modeste prestazioni. Nella primavera 1944 lo Heereswaffenamt rese note le specifiche per un semovente basato sullo scafo del carro armato medio Panzer IV:
- torretta corazzata completamente girevole;
- armamento su due coppie di cannoni;
- possibilità d'ingaggio fino ai 2.000 metri;
- altezza complessiva inferiore ai 3 metri.

L'incarico fu demandato alle fabbriche Ostbauwerke di Sagan (odierna Żagań, nella Polonia occidentale), che completarono un prototipo nel maggio 1944 in tempo per l'ispezione che il generale Heinz Guderian avrebbe fatto per visionare tutti i progetti di semoventi antiaerei: il disegno piuttosto semplice di questo modello e la rapidità di produzione convinsero Guderian ad accettarlo in servizio.
Nel contesto dello sviluppo del Wirbelwind, non è chiara la parte avuta nell'estate di quell'anno da un certo Karl Wilhelm Krause, ufficiale della divisione SS "Hitlerjugend". Sembra che fu lui a proporre di accoppiare un complesso quadrinato di FlaK 38 da 20 mm al Panzer IV, cosa che lo farebbe apparire come l'ideatore del veicolo; la notizia è riportata da due fonti, però non si riesce a capire quanta influenza Krause abbia effettivamente avuto sul progetto.

### Produzione
Il Wirbelwind fu fabbricato dalla stessa Ostbauwerke a partire dal luglio 1944: spesso vennero riconvertiti Panzer IV danneggiati di ritorno dal fronte, perciò la natura della base semovente variava tra le versioni più diffuse del periodo (Ausf. F e G). Ciò spiegherebbe inoltre il disaccordo che divide le fonti sull'apparato propulsore. La linea d'assemblaggio lavorò fino a novembre, quando l'Armata Rossa si era spinta talmente in territorio tedesco da minacciare di conseguenza la regione industriale della Slesia; la Ostbauwerke fu dunque evacuata nelle sedi di Teplitz (sulla costa a nord-ovest di Berlino) e Duisburg appartenenti alla Deutsche Eisenwerke: a questa data erano stati completati tra gli 87 e i 105 esemplari ma esistono altri dati contrastanti: c'è chi afferma che le unità costruite oscillassero tra 86 e 140 oppure tra gli 85 e i 105 veicoli. Una fonte, invece, fornisce informazioni più dettagliate: fino a novembre sarebbero stati prodotti tra gli 86 e i 92 Flakpanzer IV nella sede di Sagan, seguiti da un altro paio di decine assemblati a Teplitz per un totale di 105 esemplari. Nel suo libro Sturmartillerie Spielberger fa assommare a 150 veicoli la produzione complessiva.

### Impiego operativo
I Wirbelwind vennero distribuiti a partire dalla seconda metà del 1944 ai Flugabwehrzuge ("plotoni contraerei") in forza alle Panzer-Division e gruppi di tre o quattro esemplari furono assegnati alle compagnie comando nei battaglioni corazzati; comunque le impellenti richieste dal fronte furono soddisfatte in minima parte a causa della scarsa disponibilità di Flakpanzer IV. Un'aliquota di mezzi fu utilizzata dal Kampfgruppe Peiper durante l'Offensiva delle Ardenne, dei quali non uno tornò indietro perché andati distrutti o abbandonati.
In azione il veicolo si dimostrò micidiale contro aerei che conducevano attacchi a bassa quota a dispetto della lenta rotazione della casamatta; ma per il tardo 1944 l'affidabile FlaK 38 non era più un'arma in grado di porre seri pericoli ad apparecchi avversari che volavano ad alta quota: il Wirbelwind venne dunque rimpiazzato dal Flakpanzer IV Ostwind ("vento dell'est") equipaggiato con un più potente Flak 43 da 37 mm.

## Caratteristiche
Il primo Wirbelwind venne impostato sullo scafo di un Ausf. H o J privato della torretta ma lasciato intatto in tutte le sue altre componenti. Il motore sistemato nel retro rimase il Maybach HL 120 TRM a 12 cilindri a V erogante 300 hp, associato a una trasmissione anteriore ZF SSG 76 sincronizzata al cambio dotato di sei marce avanti e di una marcia indietro; l'accensione poteva avvenire sia mediante il sistema elettrico da 24 volt sia con una manovella; l'ignizione era a magnete. Il serbatoio aveva una capacità massima di 500 litri di benzina (470 litri secondo dati più precisi): la percorrenza di 100 chilometri su strada si traduceva in un consumo di 235 litri, che si accresceva a 362 su terreni rotti, l'autonomia era di 210 chilometri su strade bianche o asfaltate e di 130 chilometri se la marcia era condotta fuoristrada; altri dati parlano di 200 chilometri d'autonomia nel primo caso e di circa 125 chilometri nel secondo. Esistono discrepanze sul motore del carro, descritto come un Maybach HL 120 TRM 112 da fonti sia cartacee che online; questo apparato era tecnicamente molto simile all'HL 120 TRM ma erogava 268-272 hp a 2.800 giri al minuto.
Il treno di rotolamento non subì parimenti modifiche: la ruota motrice anteriore a 19 denti era responsabile della movimentazione dei cingoli in acciaio modello dry pin: larghi 400 mm, erano composti da 99 maglie con doppia guida centrale a dente. Le ruote d'appoggio, otto di numero, erano doppie e con i battistrada gommati, coadiuvate da quattro doppi rulli superiori a sostenere i cingoli, la cui tensione era regolabile dalla ruota di rinvio posteriore. Le sospensioni adoperate erano a mezze balestre, semplici e robuste ma prive di ammortizzatori.
Le blindature ereditate dal Panzer IV, ottenute per lo più mediante saldatura e in minor misura per rivettatura, non furono alleggerite: lo scafo e la sovrastruttura presentavano piastre frontali spesse 80 mm, inclinate rispettivamente a 12° e 10°; quelle laterali da 30 mm erano verticali e le protezioni posteriori scendevano a 20 mm, con inclinazioni comprese tra gli 11° e i 20°. Le lamiere quasi orizzontali del fondo e del cielo del telaio non eccedevano i 12 mm (una differente inclinazione delle corazze anteriori, pari a 14° e 20°, viene fornita da una sola fonte).
Sistemata longitudinalmente e al centro dello scafo, nella posizione occupata prima dalla torretta, si trovava una casamatta scoperta dalla peculiare pianta ennagonale allungata e caratterizzata dalla divergenza delle sezioni inferiore e superiore, che la rendevano più larga in corrispondenza della parte mediana. Le corazze misuravano 16 mm: erano inclinate a 25° sul frontale, a 36° sulle fiancate e variavano tra i 12 e i 22° sul retro. Ci sono comunque dati in totale contrasto: oltre ad affermare che le protezioni misuravano 10 mm, la fonte alternativa riporta un'inclinazione dei pannelli laterali pari a 23°. Nella parte anteriore della casamatta era inchiavardato il sostegno per un complesso quadrinato di cannoni FlaK 38 da 20 mm L/112,5 (2 cm Flakvierling 38) elevabile fino a +100° e protetto da uno scudo curvato da 10 mm: l'impianto era stato originariamente progettato dalla Mauser per le navi della Kriegsmarine, ma da quando era entrato in produzione nel 1940 era stato distribuito solo all'esercito e alla Luftwaffe. Pesante 1.514 chili, aveva una gittata utile di 2.200 metri e un rateo di fuoco che arrivava a 800 colpi al minuto, utile per l'ingaggio di bersagli anche terrestri: nella piastra frontale vennero infatti ricavate due feritoie parallele e verticali che permettevano di abbassare fino a -5° i cannoni. Vi erano due tipi di munizione: la Panzergranate 40 da 0,119 chili raggiungeva i 1.050 m/s, da 100 metri penetrava una piastra spessa 49 mm inclinata a 30° e da 500 metri trapassava 20 mm nelle stesse condizioni; la Panzergranate da 0,148 chili e una velocità iniziale di 780 m/s era meno efficace, poiché da 100 metri perforava piastre da 20 mm a 30°, spessore che si riduceva a 14 mm se sparata da 500 metri. Il complesso di FlaK 38 era brandeggibile manualmente per 360°, grazie alla preservazione dell'anello di rotolamento, ma la rotazione era lenta e andò a detrimento della velocità d'ingaggio di aerei ostili a bassa quota. La scorta di proiettili trasportabile ascendeva a 3.200 suddivisi in 31 caricatori da 20 colpi ognuno; di questi, 15 venivano caricati dentro lo scafo e i restanti erano messi nella casamatta per un pronto utilizzo. È assai probabile che il sistema di mira consistesse in un Schwebekreisvisier 38, un apparato che proprio a partire dal 1944 sostituì il precedente Linealvisier 38.
L'equipaggio comprendeva 5 uomini: la postazione del pilota era nello scafo anteriore sinistro, completa di visore corazzato; egli guidava mediante il sistema Krupp-Wilson con due leve per bloccare i cingoli e l'utilizzo sincronizzato della frizione e dei freni a disco meccanici, ottenendo la sterzatura desiderata. Nella casamatta scoperta il comandante assumeva anche il ruolo di cannoniere ed era assistito da due caricatori che rimanevano in piedi ai lati dell'impianto di fuoco, ciascuno responsabile per due cannoni; infine a destra del guidatore si trovava un mitragliere addetto a una MG 34 da 7,92 mm, alloggiata in un supporto a sfera: per quest'arma erano trasportate oltre 1.300 cartucce. L'equipaggio disponeva di una radio FuG 5 con un'antenna a stilo alta 2 metri per le comunicazioni.
Nel complesso il Flakpanzer IV Wirbelwind era alto poco più di 2,70 metri, pesava 22 tonnellate e sviluppava una pressione al suolo di 0,81 kg/cm2 oppure di 0,78 kg/cm2 come afferma un'altra fonte. La mobilità del veicolo era buona, potendo superare guadi di 1 metro e pendenze inferiori o uguali a 30°; le trincee sotto i 2,20 metri non rappresentavano un problema e la capacità di superare ostacoli verticali arrivava a 60 centimetri. Il raggio di volta misurava circa 6 metri.

## Varianti
Verso la fine del 1944 fu proposto di riarmare tutti i Wirbelwind con un complesso quadrinato di MK 103/28 oppure MK 103/38 da 30 mm, il cui rateo di fuoco arrivava a 1.600 colpi al minuto: durante il mese di dicembre la Ostbauwerke costruì un prototipo di questo mezzo, che ricevette la denominazione 3 cm Flakvierling MK 103/108 auf Sfl. Pzkpfwg IV; l'interessante semovente non ebbe però ulteriori sviluppi.
Nel 1945 nacque l'idea di adoperare i vecchi scafi del Panzer III quale base per il FlaK 38 quadrinato del Wirbelwind e creare così un ipotetico Flakpanzer III, ma il progetto rimase sulla carta.

## Esemplari esistenti
A oggi sopravvivono pochissimi veicoli: uno si trova a Rendsburg presso il Lehrsammlung der Heeresflugabwehrschule, ma in passato era stato esposto all'US Army Ordnance Museum di Aberdeen; un secondo esemplare è visibile alla Base delle Forze canadesi di Borden, però uno possiede un falso armamento, essendo andato perduto quello originale, e internamente è assai malconcio. Questo veicolo è basato su un Ausf. J con ruota motrice di tarda concezione e i 4 rulli superiori fabbricati in solo acciaio. Anche il BWB Wehrtechnische Studiensammlung possiede un Wirbelwind, ricavato da un Ausf. H e con lo stesso modello di pignone montato sul mezzo canadese.